# Moyenmoutier
Moyenmoutier település Franciaországban, Vosges megyében. Lakosainak száma 3003 fő (2022. január 1.). Moyenmoutier Celles-sur-Plaine, Ban-de-Sapt, Denipaire, Étival-Clairefontaine, Hurbache, Ménil-de-Senones, Raon-l’Étape, Senones és La Voivre községekkel határos.

## Népesség
A település népességének változása:
| Lakosok száma | 3282 | 3260 | 3291 | 3186 | 3138 | 3089 | 3065 | 3037 | 3003 |
|               | 2013 | 2015 | 2016 | 2017 | 2018 | 2019 | 2020 | 2021 | 2022 |